# 1886 w muzyce
Wydarzenia muzyczne w 1886 roku.

## Wydarzenia
- 8 stycznia – w Wiedniu odbyła się premiera pięciu pieśni Johannesa Brahmsa: „Meerfahrt” op.96/4, „Nachtigall” op.97/1, „Dort in den Weiden” op.97/4, „Komm Bald” op.97/5 oraz „Trennung” op.97/6[1][2]
- 9 stycznia – w Paryżu odbyła się premiera „Violin Sonata No.1” op.75 Camille’a Saint-Saënsa[1][2]
- 10 stycznia – w Wiedniu odbyła się orkiestrowa premiera „Te Deum” WAB 45 Antona Brucknera[1][2]
- 23 stycznia – w Paryżu odbyła się premiera „Mazurka” op.32 oraz „Nocturne No.3” op.33/3 Gabriela Fauré[1][2]
- 24 stycznia – w madryckim Salón Capellanes miała miejsce premiera „Suite Española No.1” op.47 Isaaca Albéniza[1][2]
- 28 stycznia – w Hofburgu miała miejsce premiera „Zigeunerbaron-Quadrille” op.422 Johanna Straussa (syn)[1][2]
- 31 stycznia – w moskiewskim Małym Teatrze miała miejsce premiera „The Voyevoda” TH 22 Piotra Czajkowskiego[1][2][3]
- 2 lutego – w Wiener Musikverein miała miejsce premiera „Husaren-Polka” op.421 Johanna Straussa (syn)[1][2]
- 4 lutego
  - w Bostonie odbyła się premiera „3 Love Songs” op.8 George’a Whitefielda Chadwicka[1][2]
  - w Cleveland odbyła się premiera „Gavotte and Eclogue” op.8 Arthura Foote[1][2]
- 10 lutego – w Boston Music Hall miała miejsce premiera „Song of the Viking” George’a Whitefielda Chadwicka[1][2]
- 13 lutego – w Mannheim odbyła się premiera „An die Tauben” op.63/4 Johannesa Brahmsa[1][2]
- 15 lutego – w Cambridge w King's College Chapel miała miejsce premiera „Blessed are the dead” Charlesa Villiersa Stanforda[1][2]
- 20 lutego – w madryckim Círculo de la Unión Mercantil e Industrial miała miejsce premiera „Suite Ancienne No.1” op.54 Isaaca Albéniza[1][2]
- 21 lutego – w Sankt Petersburgu odbyła się premiera opery Chowańszczyzna Modesta Musorgskiego[1][2][4]

- 9 marca – w Paryżu odbyła się premiera „Le carnaval des animaux” Camille’a Saint-Saënsa[1][2]
- 23 marca – w Moskwie odbyła się premiera Manfred Symphony op.78 Piotra Czajkowskiego[1][2][5]
- 25 marca – w Klosterneuburgu odbyła się premiera „Ave regina caelorum” Antona Brucknera[1][2]
- 3 kwietnia – w paryskiej Salle Pleyel miała miejsce premiera „Polonaise” op.77 Camille’a Saint-Saënsa[1][2]
- 9 kwietnia – w Hamburgu odbyła się premiera „All meine Herzgedanken” op.62/5 Johannesa Brahmsa[1][2][6]
- 10 kwietnia – w brukselskim Théâtre de la Monnaie miała miejsce premiera opery Gwendoline Emmanuela Chabriera[1][2][7]
- 11 kwietnia – w Wiedniu odbyła się premiera „Trösterin Musik” WAB 88 Antona Brucknera[1][2]
- 12 kwietnia – w waszyngtońskim Albaugh's Opera House miała miejsce premiera operetki The Queen of Hearts Johna Sousa[1][2]
- 15 kwietnia – w Wiedniu odbyła się premiera pieśni „Vorschneller Schwur” op.95/5 Johannesa Brahmsa[1][2]
- 26 kwietnia – w Sankt Petersburgu odbyła się premiera polki „An der Wolga” op.425 Johanna Straussa (syn)[1][2]
- 27 kwietnia – w Sankt Petersburgu odbyła się premiera walca „Adelen-Walzer” op.424 Johanna Straussa (syn)[1][2]
- 29 kwietnia – w Sankt Petersburgu odbyła się premiera „Russischer Marsch” op.426 Johanna Straussa (syn)[1][2]
- 1 maja – w paryskiej Salle Pleyel miała miejsce premiera „Variations symphoniques” Césara Francka[1][2][8]
- 12 maja – w bostońskim Appollo Club miała miejsce premiera „The Farewell of Hiawatha” op.11 Arthura Foote[1][2][9]
- 19 maja – w londyńskiej St James's Hall miała miejsce premiera III symfonii op.78 Camille’a Saint-Saëns[1][2][10]
- 10 czerwca – w Cambridge Guildhall miała miejsce premiera „Piano Quintet” op.25 Charlesa Villiersa Stanforda[1][2]
- 15 października – w Leeds odbyła się premiera pierwszej wersji oratorium Saint Ludmila op.71 Antonína Dvořáka[1][2][11]
- 15 października – w Leeds odbyła się premiera kantaty „The Golden Legend” Arthura Sullivana[1][2][12]
- 28 października – w lipskim Gewandhaus miała miejsce premiera VI symfonii op.111 Antona Rubinsteina[1][2]
- 30 października – w Hermannstadt odbyła się premiera „Beim Abschied” op.95/3 Johannesa Brahmsa[1][2][13]
- 4 listopada – w Nowym Jorku odbyła się premiera „Ophelia” op.22/2 Edwarda MacDowella[1][2]
- 5 listopada – w Sankt Petersburgu odbyła się premiera II symfonii op.16 Aleksandra Głazunowa[1][2]
- 14 listopada – w Pradze odbyła się premiera dwóch pieśni: „Goodnight, My Darling” op.73/1 oraz „There is no Consolation for Me” op.73/3 Antonína Dvořáka[1][2][14]
- 24 listopada – w Wiener Musikverein miała miejsce premiera „Cello Sonata No.2” op.99 Johannesa Brahmsa[1][2][15]
- 26 listopada – w Wiedniu odbyła się premiera pieśni „Heimkehr” op.7/6 Johannesa Brahmsa[1][2]
- 2 grudnia – w Wiener Musikverein miała miejsce premiera „Violin Sonata No.2” op.100 Johannesa Brahmsa[1][2][16]
- 10 grudnia – w Bostonie odbyła się premiera II symfonii op.21 George’a Whitefielda Chadwicka[1][2][17]
- 12 grudnia – w paryskim Éden-Théâtre miała miejsce premiera poematu symfonicznego „Solitude dans les bois” Ernesta Chaussona[1][2]
- 15 grudnia – w Bostonie odbyła się premiera pieśni „Love Took Me Softly By the Hand” op.13/3 Arthura Foote[1][2]
- 20 grudnia – w Budapeszcie odbyła się premiera „Piano Trio No.3” op.101 Johannesa Brahmsa[1][2][18]
- 21 grudnia – w paryskim Théâtre de la Porte-Saint-Martin miała miejsce premiera „Le crocodile” Julesa Masseneta[1][2][19]
- 26 grudnia – w Wiesbaden odbyła się premiera poematu symfonicznego „Hamlet and Ophelia” op.22 Edwarda MacDowella[1][2]

## Urodzili się
- 10 stycznia
  - Leopold Binental, polski skrzypek, muzykolog i publicysta żydowskiego pochodzenia (zm. 1944)
  - José Antonio de Donostia, hiszpański zakonnik, kompozytor, organista i etnograf pochodzenia baskijskiego (zm. 1956)
- 17 stycznia – Antoni Karnaszewski, polski organista i dyrygent chóralny (zm. 1958)
- 20 stycznia – Gabriele Santini, włoski dyrygent (zm. 1964)
- 22 stycznia – John J. Becker, amerykański kompozytor i dyrygent oraz pedagog (zm. 1961)
- 25 stycznia – Wilhelm Furtwängler, niemiecki dyrygent i kompozytor (zm. 1954)
- 6 lutego – Alberto Guerrero, chilijsko-kanadyjski kompozytor, pianista i pedagog (zm. 1959)
- 6 marca – Stanisław Kwaśnik, polski kompozytor, dyrygent i pedagog (zm. 1961)
- 7 marca – Katarzyna Feldman, polska aktorka teatralna i śpiewaczka operowa (zm. 1974)
- 26 kwietnia – Ma Rainey, amerykańska piosenkarka bluesowa (zm. 1939)
- 3 maja – Marcel Dupré, francuski organista, pianista, kompozytor i pedagog (zm. 1971)
- 4 maja – Bronisław Edward Sydow, polski pisarz muzyczny i chopinolog (zm. 1952)
- 8 maja – Jef van Hoof, belgijski kompozytor (zm. 1959)
- 12 maja – Hermann Grabner, austriacki kompozytor i teoretyk muzyki (zm. 1969)
- 24 maja – Paul Paray, francuski dyrygent, organista i kompozytor (zm. 1979)
- 26 maja – Al Jolson, amerykański pianista, autor piosenek, aktor i komik (zm. 1950)
- 9 czerwca – Kōsaku Yamada, japoński kompozytor i dyrygent (zm. 1965)
- 29 czerwca
  - George Frederick Boyle, amerykański pianista i kompozytor pochodzenia australijskiego (zm. 1948)
  - Ada Sari, polska śpiewaczka operowa (sopran koloraturowy), aktorka, pedagog (zm. 1968)
- 4 lipca – Heinrich Kaminski, niemiecki kompozytor (zm. 1946)
- 20 lipca – Apollo Granforte, włoski śpiewak operowy (baryton) (zm. 1975)
- 5 sierpnia – Óscar Esplá, hiszpański kompozytor (zm. 1976)
- 11 sierpnia – Tadeusz Bukowski, śpiewak operowy (baryton) (zm. 1915)
- 19 sierpnia – Robert Heger, niemiecki dyrygent i kompozytor (zm. 1978)
- 27 sierpnia – Rebecca Clarke, brytyjska kompozytorka muzyki poważnej i altowiolistka (zm. 1979)
- 1 września – Othmar Schoeck, szwajcarski kompozytor i dyrygent (zm. 1957)
- 8 września – Ninon Vallin, francuska śpiewaczka operowa (sopran) (zm. 1961)
- 6 października – Edwin Fischer, szwajcarski pianista i dyrygent (zm. 1960)
- 13 października – Edward Mąkosza, polski kompozytor, pedagog, dyrygent, organista, etnomuzykolog (zm. 1974)
- 16 października – Lucyna Messal, polska aktorka, śpiewaczka (sopran) i tancerka operetkowa, primadonna Operetki Warszawskiej (zm. 1953)
- 13 listopada – Mary Wigman, niemiecka tancerka, choreografka, pedagog tańca (zm. 1973)
- 24 grudnia – Adam Dołżycki, polski dyrygent, dyrektor teatrów operowych (zm. 1972)
- 25 grudnia
  - Kid Ory, amerykański muzyk jazzowy, puzonista (zm. 1973)
  - Jerzy Żurawlew, polski pianista i kompozytor (zm. 1980)

## Zmarli
- 16 stycznia – Amilcare Ponchielli, włoski kompozytor (ur. 1834)
- 18 stycznia – Joseph Tichatschek, czeski śpiewak operowy (tenor) (ur. 1807)
- 16 lutego – Louis Köhler, niemiecki kompozytor, pianista i pedagog (ur. 1820)
- 31 marca – Giovanni Gaetano Rossi, włoski dyrygent i kompozytor (ur. 1828)
- 2 maja – Julian Dobrski, polski śpiewak operowy (tenor), kompozytor i pedagog (ur. 1811 lub 1812)
- 31 lipca – Ferenc Liszt, węgierski kompozytor i pianista (ur. 1811)
- 10 sierpnia – Eduard Grell, niemiecki kompozytor i organista (ur. 1800)
- 24 sierpnia – Józefa Daszkiewicz, polska aktorka, śpiewaczka operowa i operetkowa (ur. 1813)
- 10 listopada – Filipina Brzezińska, polska kompozytorka i pianistka (ur. 1800)
- 14 grudnia – Antoni Rutkowski, polski kompozytor, pianista i pedagog (ur. 1859)